# Park Tae-hwan
Park Tae-hwan (* 27. September 1989 in Seoul) ist ein südkoreanischer Schwimmer, zweifacher Weltmeister über 400 m Freistil (2007, 2011) und Olympiasieger über 400 m Freistil (2008).

## Werdegang
Park Tae-hwan gewann bei den Asienspielen 2006 in Doha drei Goldmedaillen, einmal Silber und drei Mal die Bronzemedaille. Er siegte über die 200, 400 und 1500 m Freistil. Im gleichen Jahr wurde er zu Pazifiks Schwimmer des Jahres gewählt.
Bei den Schwimmweltmeisterschaften 2007 in Melbourne wurde er Weltmeister über 400 m Freistil und ist damit der erste Koreaner, der jemals Schwimmweltmeister wurde.
Im Jahr darauf wurde er bei den Olympischen Sommerspielen 2008 über die gleiche Distanz Olympiasieger. Park ist damit erster koreanischer Olympiasieger im Schwimmen.
Bei den Schwimmweltmeisterschaften 2011 siegte er ebenfalls über die 400-m-Freistil-Strecke und holte sich seinen zweiten Weltmeistertitel. Bei den Olympischen Sommerspielen 2012 gewann er Silbermedaillen über 200 und 400 m Freistil.
Im Januar 2015 war ein Dopingtest bei ihm positiv auf Nebido, ein anaboles Steroid. Schon im September 2014 waren auffällige Testosteronwerte festgestellt worden, weswegen er im März 2015 rückwirkend für 18 Monate bis zum 2. März 2016 gesperrt wurde. Damit wäre er startberechtigt für die Olympischen Spiele 2016, allerdings erlaubt das Korean Olympic Committee bei Dopingverstößen drei Jahre lang keinen Start für Südkorea. Gegen den Willen des Nationalen Olympischen Komitees entschied der Internationale Sportgerichtshof für eine Teilnahme Parks an den Olympischen Spielen. Park schied in allen Disziplinen bereits im Vorlauf aus.